# Música punk en Brasil
La música punk, que sí mismo se existe desde los años 1970 y tiene sus raíces en Inglaterra y los Estados Unidos, había llegado a Brasil y otras partes de Latinoamérica al principio de los años 1980. Punk latinoamericana, como sus antecedentes extranjeras, es a menudo muy político en su contenido lírica, y en Brasil eso es la verdád. No obstante de eso, hay bandas de punk brasileñas muchos tipos del punk, del hardcore punk que es definido no haber "agradable a la radio" hasta el pop punk.

## Origen
El punk brasileño como tal sus homólogos en otras partes, fue un movimiento disidente entre la juventud brasileña contra la junta militar que regló en Brasil desde 1964. 
Las censura cultural y artística causaron reacciones entre jóvenes descontentos con aquél gobierno totalitario. En aquellos años el rock en general fue omitido por la prensa brasileña y medios de información. El movimiento Punk surgió de las ideas del músico brasileño Douglas Viscaino tratando a través de la música y la poesía, uno protesto contra el régimen militar brasileño. Y entonces, fundó la banda Restos de Nada con otros músicos. Después de esto, muchos otros siguieron el camino formando otras bandas, en secuencia, el movimiento punk brasileño.
En 1982 ocurrió un concierto grande, O Começo do Fim do Mundo ("El comienzo del fin del mundo"), lo que significó la empieza del movimiento punk brasileño. El concierto fue en São Paulo, y participaron algunas 20 bandas de la región. El concierto acabó con un motín en que habían involucrado a la policía.
- Datos: Q7260407